# Peugeot RCZ
Peugeot RCZ — компактний спорткар виробництва Peugeot.

## Опис

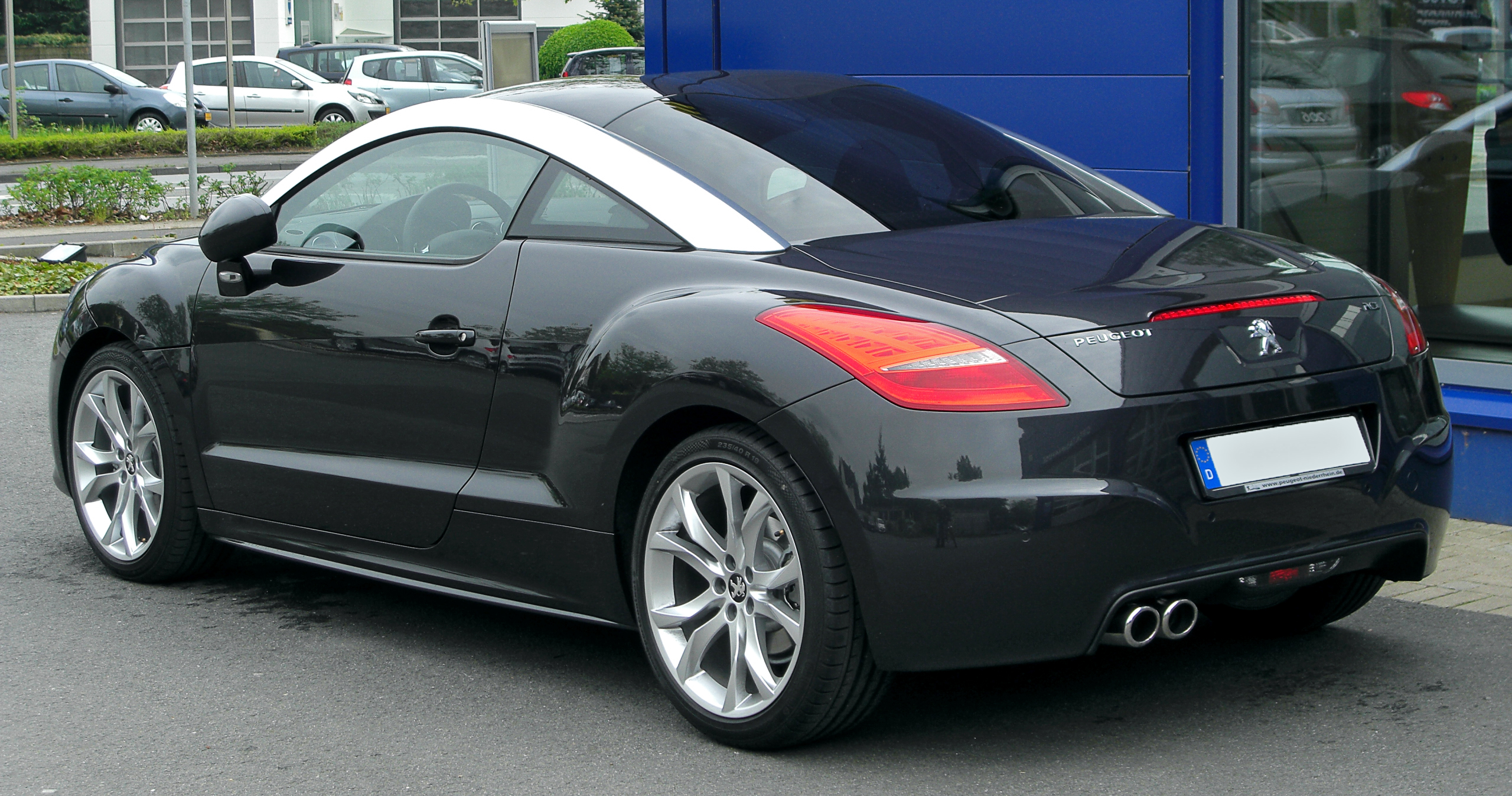
Peugeot RCZ (2010—2012)

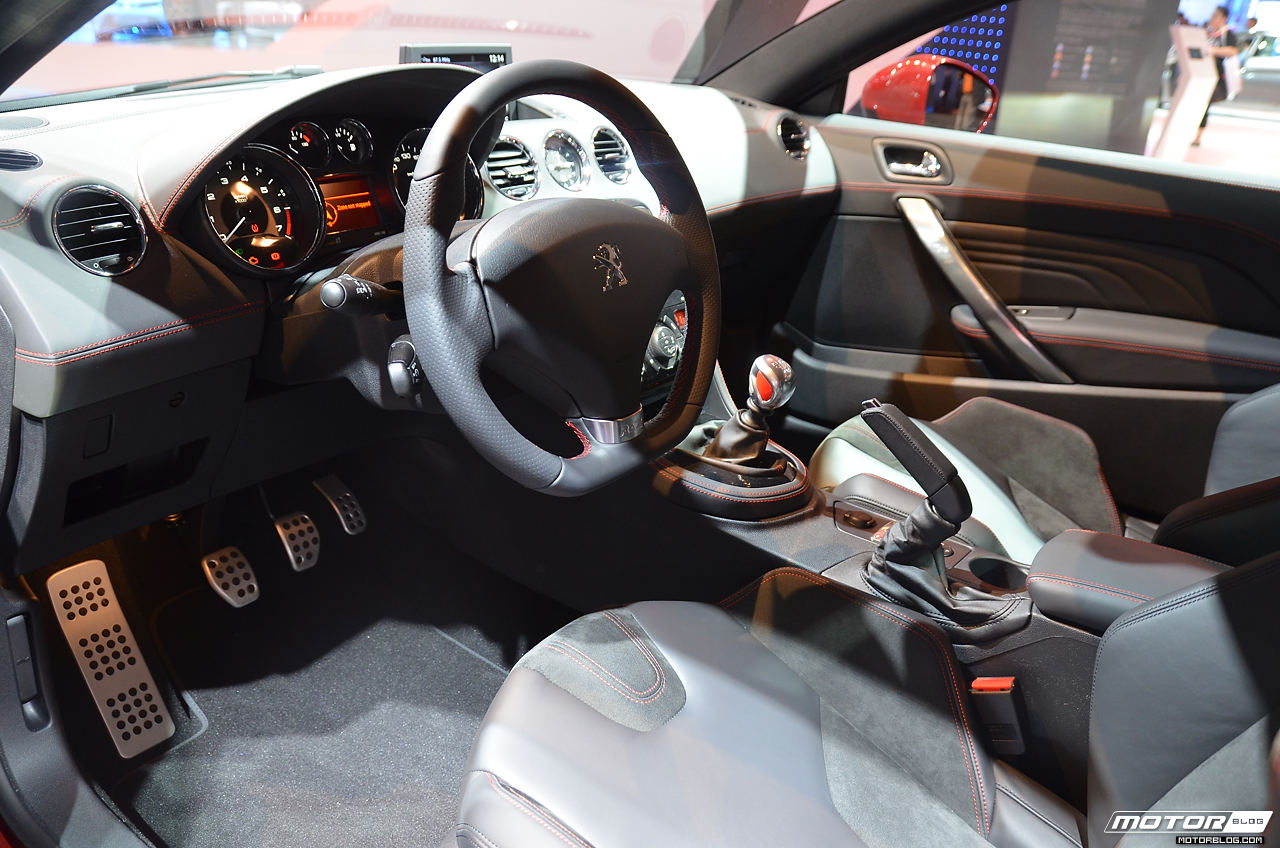

Концепт-кар автомобіля під назвою Peugeot 308 RC-Z concept вперше був представлений на Франкфуртському автосалоні 2007 року. Спочатку RCZ планувався як звичайний концепт-кар, проте він отримав гарні оцінки критиків, добре відгукнулися і прості покупці. Тому Peugeot врахували це і вирішили, що автомобіль варто пустити у виробництво. Передсерійний зразок, показаний на Франкфуртському автосалоні 2009 року, був дуже близький до оригінальної концепції в плані стилю і дизайну, проте було внесено ряд поправок, таких як подвійна вихлопна система праворуч, замість центрального розташування у концепту. Плавні вигини даху були натхненні Zagato.[що?]
Продажі почалися в травні 2010 року, зараз автомобіль продається більш ніж в 80 країнах світу. Збірка проводиться в Австрії на заводі «Magna Steyr», підрозділі Magna International.
RCZ має комерційний успіх. 30,000-ий автомобіль зійшов з конвеєра 21 червня 2011 року.

### Рестайлінг 2013
На автосалоні в Парижі в вересні 2012 року представлено рестайлінгову версію Peugeot RCZ, яка поступила в продаж в січні 2013 року. Оновлений RCZ отримав новий передній і задній бампери і інтегровані світлодіодні денні ходові вогні, а також новий дизайн фар і змінені задні ліхтарі. У процесі редизайну 2013 року, Peugeot RCZ став популярнішим, ніж Audi TT і VW Scirocco не тільки завдяки красивому зовнішньому вигляду, але й елегантному інтер'єру, практичності і низьких показників витрати палива. 
Базова комплектація автомобіля включає у себе: двозонний клімат-контроль, легкосплавні диски, USB-порт, передні і задні паркувальні сенсори, шкіряну оббивку сидінь, автоматичні фари і двірники, електропривідні сидіння з підігрівом і системи ASR, DSC, EBFD і EBA. 
Базове оснащення автомобіля повністю залежить від модифікації моделі - Sport, GT, Red Carbon і R. GT включає у себе: шкіряну оббивку сидінь, підігрів сидінь, 19-дюймові легкосплавні диски, а також 1,6-літровий бензиновий двигун THP. Моделі Red Carbon оснащуються: ксеноновими фарами, супутниковою навігацією і карбоновими вставками на панелі приладів.
З 2014 року також пропонується варіант RCZ R з переднім приводом, 1,6-літровим бензиновим двигуном з турбонагнітачем потужністю 270 к.с. 330 Нм, що розганяється від 0 до 100 км/год за 5,9 с. Всього виготовили 2000 екземплярів Peugeot RCZ R.

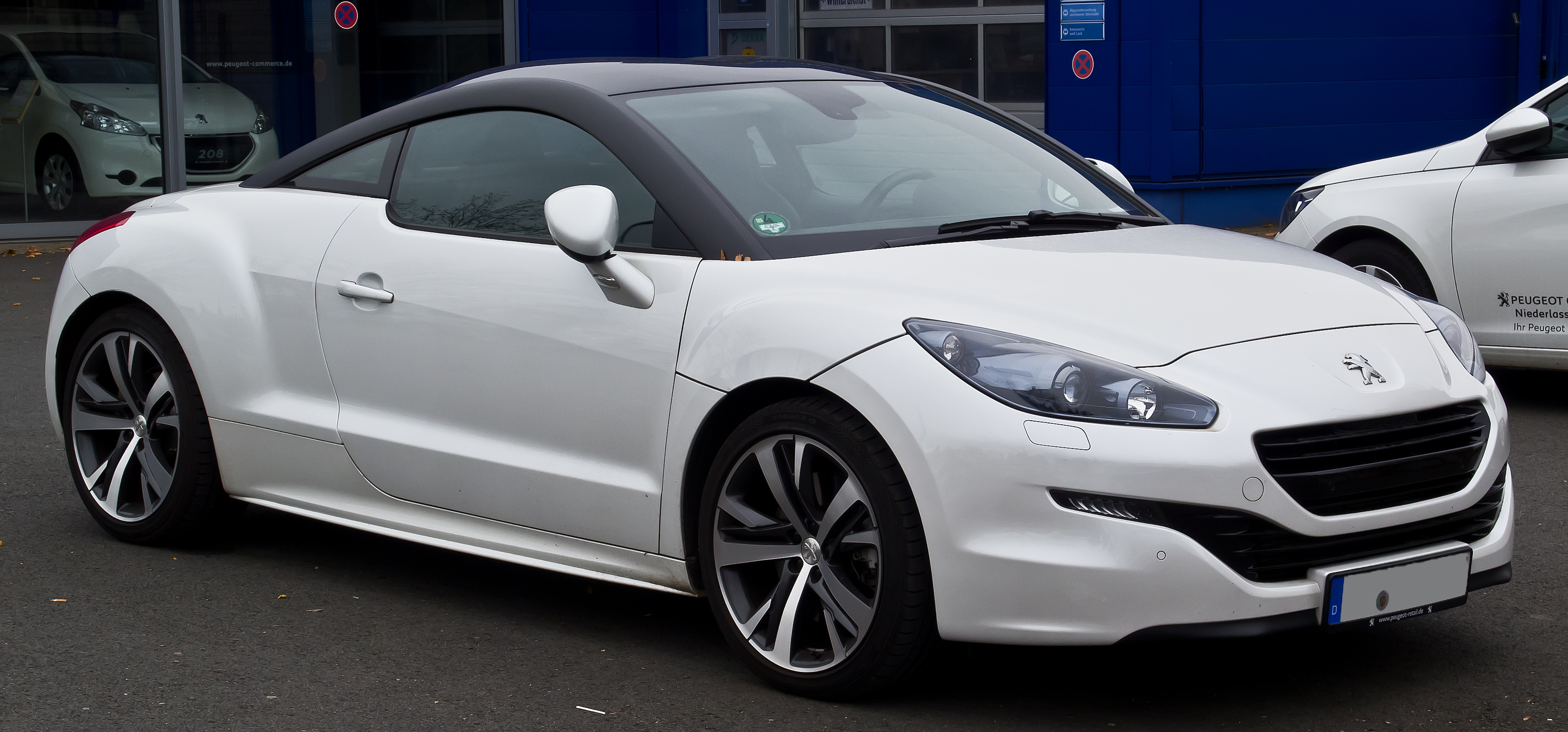
Peugeot RCZ (з 2013)
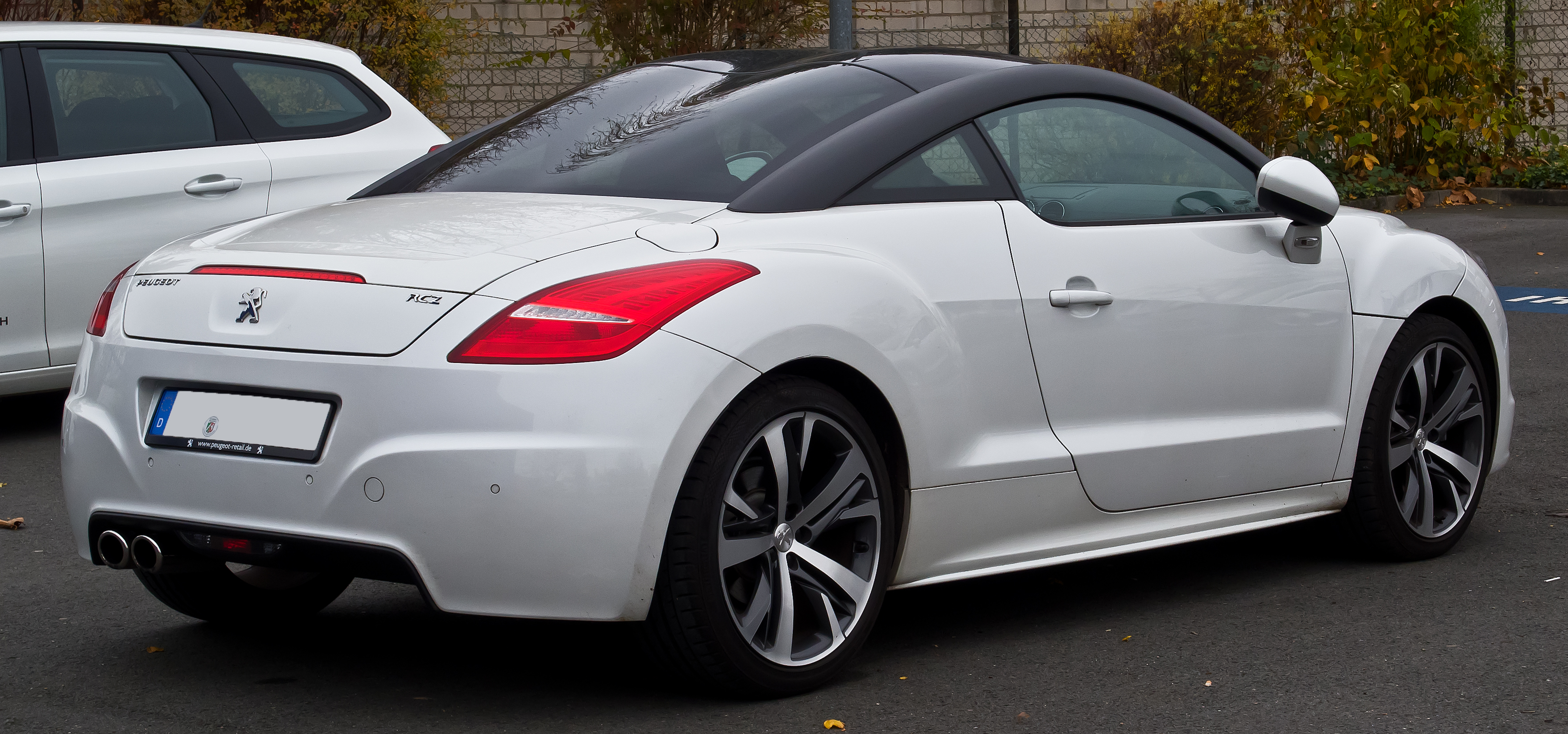
Peugeot RCZ (з 2013)
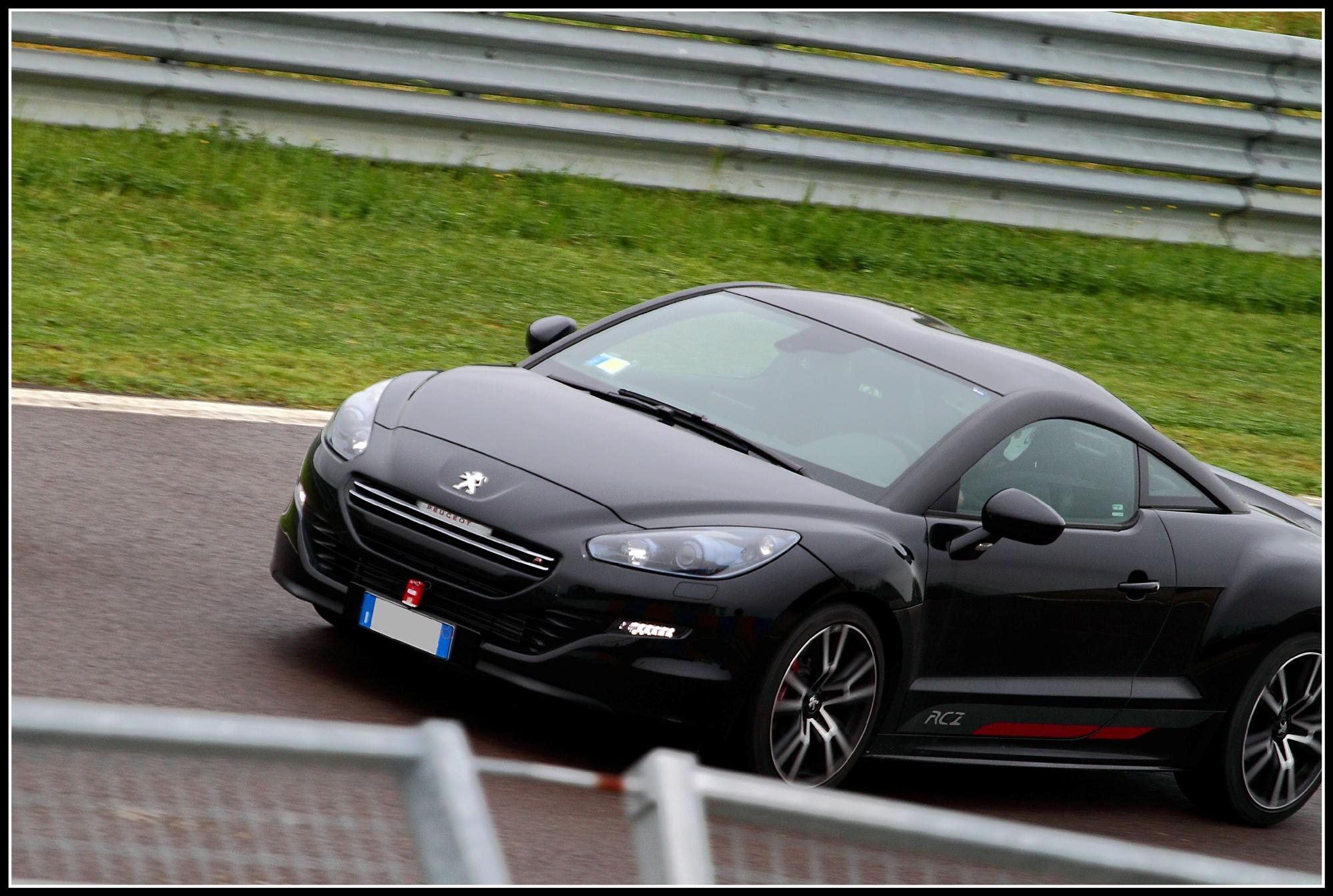
Peugeot RCZ R (з 2013)

## Специфікації
RCZ оснащується 3 двигунами — звичайною бензиновою 1,6-літровою рядною четвіркою з турбонадувом потужністю 156 к.с. при 6000 об/хв (240 Нм), потужнішою версією цього двигуна потужністю 200 к.с. при 5800 об/хв (275 Нм) і 2,0-літровим дизельним агрегатом потужністю 163 к.с. при 4000 об/хв (320 Нм). Коробки перемикання передач — автоматична або механічна шестиступінчасті трансмісії. Передня підвіска — Макферсон, задня — на поздовжніх важелях.

## Двигуни
Бензинові:
- 1.6 L EP6 THP156 I4 turbo 156 к.с.
- 1.6 L EP6 THP204 I4 turbo 204 к.с.
- 1.6 L EP6CDTR THP270 I4 turbo 270 к.с.

Дизельний:
- 2.0 HDi I4 turbo 163 к.с.

## RCZ Hybrid4 Concept

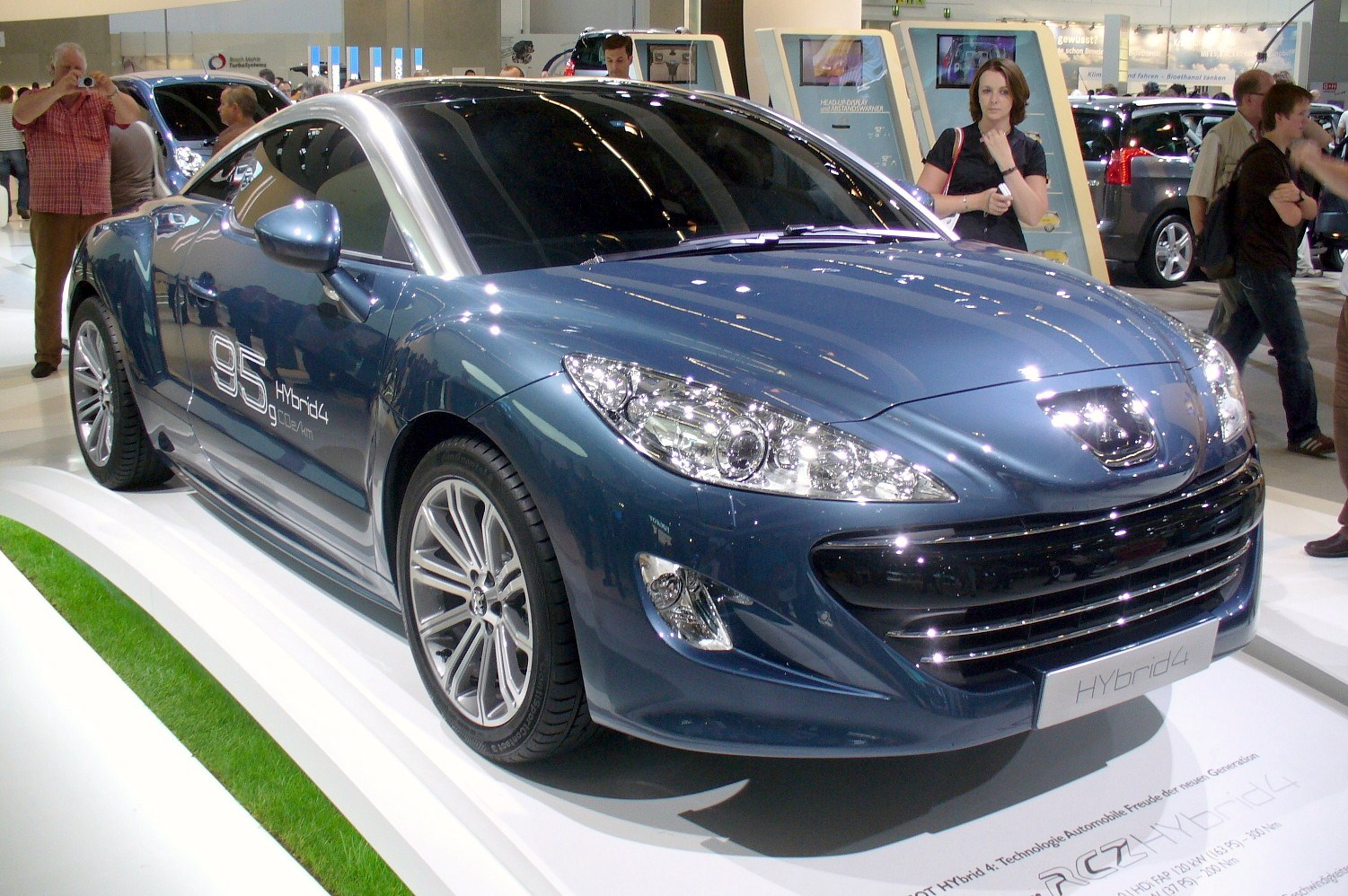
Peugeot RCZ HYbrid4

Peugeot RCZ Hybrid4 — концепт-кар, що має повний привід, бензиновий 2,0-літровий двигун HDi FAP 161 к.с. (120 кВт) від 3008 спереду і електромотор, що розвиває 36 к.с. (27 кВт), ззаду. Оголошена витрата палива: 3,7 літра на 100 кілометрів в змішаному циклі. Очікувані викиди CO2 становлять 95 г/км. При покупці також очікується бонус у розмірі 1000 €.

## Нагороди
RCZ отримав нагороду «Купе року» від журналу Top Gear в 2010 році і спеціальну премію «Дизайн» від журналу Auto Express в 2010 році, а також авторитетну нагороду від європейського центру дизайну «Red dot».

## В іграх
Автомобіль зустрічається у відеоіграх Forza Motorsport 3 та Forza Motorsport 4.